# Публије Кандидије Крас
Публије Канидије Крас (умро 30. године п. н. е.) био је римски војсковођа.

## Биографија
Године 43. п. н. е. је за време Мутинског рата служио као официр у Лепидовој војсци, а онда прешао Марку Антонију. Године 36. п. н. е. је за време Антонијевог рата против Парта послат на Кавказ где је иберијског краља Парнаваза натерао да за римски рачун нападне и освоји Албанију. Крас се после тога прикључио главнини Антонијеве војске.
У рату Антонија и Октавијана је командовао Антонијевом копненом војском. Пред битку код Акцијума 31. године п. н. е. је Антонију и Клеопатри предложио да се Октавијану супротставе на копну уместо на мору, али његов предлог није уважен. Иако је Антоније у току битке побегао у Египат, Крас је оптужен за дезертерство. Ипак се склонио у Египат, где је на крају погубљен по Октавијановом наређењу.